# Tanganika (film)
Tanganika (Tanganyika) è un film del 1954 diretto da André De Toth.

## Trama
1903 Africa orientale. Il duro colono John Gale sta conducendo un safari per catturare l'assassino in fuga Abel McCracken, che sta istigando la tribù Nukumbi e mettendo in pericolo le proprietà di Gale. Lungo il percorso, raccoglie quattro sopravvissuti alle incursioni di Nukumbi: il cacciatore Dan Harder, l'ex insegnante Peggy e due bambini. Ma Dan ha dei motivi nascosti per venire; e i Nukumbi sono in agguato.